# Рыбалка, Виталий Викторович
Виталий Викторович Рыбалка (14 апреля 1923 — 28 июля 2018) — советский военный лётчик и военачальник, генерал-лейтенант авиации (1965). Участник Великой Отечественной войны.

## Биография
Родился 14 апреля 1923 года в Харькове. Через год после рождения переехал с родителями в Москву. Детство провёл в Орликовом переулке, учился в школе № 7 в Скорняжном переулке.
В 1940 г. окончил 10 классов школы. В армии — с декабря 1940 г. В 1941 г. окончил Борисоглебскую военную авиационную школу летчиков.
С 1940 года — на военной службе, общественной и политической работе. В 1941—1945 гг. — участник Великой Отечественной войны, летчик, командир звена, заместитель командира и командир авиаэскадрильи 122-го истребительного авиационного полка на Западном, 1-м и 2-м Украинских фронтах.
Участник Битвы за Москву. 23 ноября 1941 года, во время атаки фашистской автоколонны, самолёт Виталия Викторовича был подбит огнем немецкой зенитки. Каким-то чудом летчик остался жив, упал далеко за линией фронта, после чего почти две недели пробирался в расположение советских войск, без еды, карты и компаса, теплой одежды, с обмороженными ногами. В ночь на 5 декабря был обнаружен советскими разведчиками.
После излечения вернулся в строй. Всего за годы войны совершил более 300 боевых вылетов на истребителях МиГ-3, Як-1, Як-7 и Як-9, в 48 воздушных боях сбил лично 14 самолётов противника. Участник освобождения Украины, Белоруссии, Румынии, Венгрии, Чехословакии. Войну закончил в звании майора.
В 1949 г. окончил Военно-воздушную академию (Монино). Командовал полком, дивизией, корпусом. В 1957—1961 гг. — заместитель командующего 29-й воздушной армией по ПВО. В 1963 г. окончил Военную академию Генштаба. В 1963—1964 гг. 1-й заместитель командующего 73-й воздушной армией. С апреля 1964 г. по июнь 1970 г. командовал 73-й воздушной армией. В 1970—1979 гг. — консультант Военно-воздушной академии имени Ю. А. Гагарина.
С марта 1979 г. — в запасе. Работал начальником гражданской обороны Центра космической связи. Участвовал в организации Московской Олимпиады 1980 года.
Генерал-лейтенант авиации (1965 г.), военный летчик 1-го класса (1952 г).
Проживал в Москве, принимал активное участие в ветеранском движении столицы.
Скончался 28 июля 2018 года. Похоронен на Федеральном мемориальном воинском кладбище г. Мытищи.
Был награждён орденом Ленина, тремя орденами Красного знамени (в том числе 18.08.1944, 26.03.1945), орденом Александра Невского (05.09.1944), двумя орденами Отечественной войны I степени (14.10.1943, 06.04.1985), двумя орденами Красной звезды (в том числе за 15 лет выслуги), медалями «За Отвагу» (16.04.1942), «За боевые заслуги» (за 10 лет выслуги), «За оборону Москвы», «За взятие Будапешта», «За освобождение Праги», «За победу над Германией», «Ветеран Вооружённых сил СССР» и другими советскими, российскими и иностранными наградами.

## Труды
- Рыбалка В. В. Командующие воздушными армиями. — Москва: Патриот, 2006. — 390 с. — ISBN 5-7030-0937-5.